# Roma kungsgård
Roma kungsgård är en herrgård på mellersta Gotland. Sedan 1993 förvaltar Statens fastighetsverk Roma kungsgård och Roma kloster. Kungsgården är ett populärt utflyktsmål och varje sommar ges teaterföreställningar i kyrkoruinen.
Gårdens huvudbyggnad uppfördes på 1730-talet, men redan på 1100-talet var detta platsen för Gotlands allting och 1164 uppfördes Roma kloster av cisterciensermunkar här. Omkring 1531, vid reformationen i Danmark, upphörde klostret och egendomen tillföll kungens länsherre.  I samband med freden i Brömsebro 1645 blev Gotland svenskt och fram till 1832 disponerades kungsgården av öns landshövdingar som löneförmån.
Sjöhjälten och amiralen Gustaf von Psilander blev öns första landshövding och han lät på 1720-talet uppföra ett residens i trä. En del av klostrets byggnader fick andra funktioner, till exempel kornhus och foderhus, medan andra fick förfalla. Efter en brand revs Psilanders hus av hans efterträdare Johan Didrik Grönhagen som 1733 lät uppföra den huvudbyggnad med två flyglar i putsad kalksten som fortfarande finns kvar. Byggnadsmaterial hämtades från klostrets ruiner. Det brutna mansardtaket tillkom vid en renovering 1789.
Den sista landshövdingen på Roma kungsgård blev Jacob Cederström, efter 1832 arrenderades godset ut. Den första arrendatorn misskötte godset, men mönsterjordbruket återupprättades av den legendariska storjordbrukaren Oskar Myhrman som arrenderade gården 1849-1907. Kungsgården övertogs 1937 av militären. Under andra världskriget byggdes ett militärt flygfält vid Roma och byggnaderna användes för militära ändamål. Försvarsmakten lämnade kungsgården 1988.
Kungsgården består idag av drygt 300 hektar mark varav det mesta är åkermark. Marken och ekonomibyggnaderna arrenderas ut till en arrendator som bedriver växtodling och uppfödning av köttdjur. 
Sedan 2014 då Roma kungsgårds station invigdes av museijärnvägen Gotlands Hesselby Jernväg GHJ går det att nå kungsgården även med tåg från Roma samhälle samt Hesselby i Dalhem. Stationen ligger drygt en halv kilometer från kungsgården. Den trafikeras alla vanliga trafikdagar. 
.